# Alfa Romeo Spider/GTV

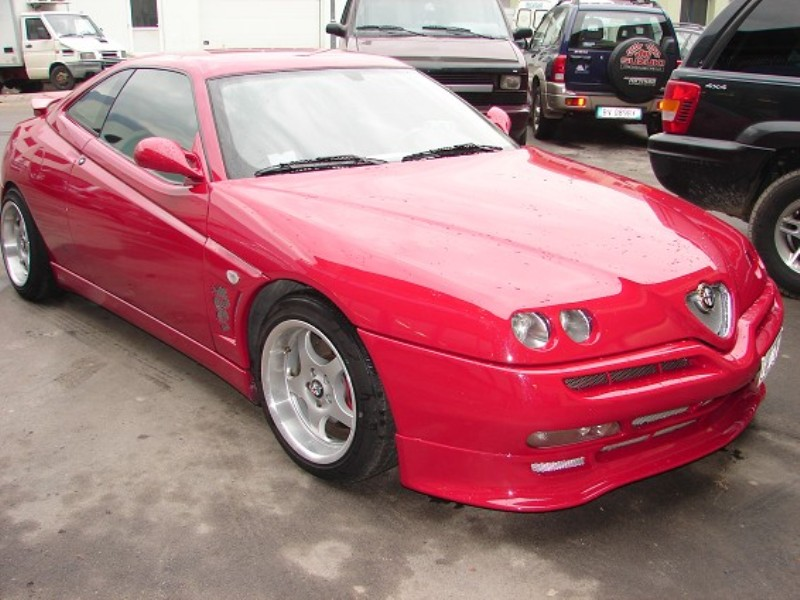
Alfa Romeo GTV, med eftermonterat spoilerkit.

Alfa Romeo Spider (serie 916) är en öppen sportbil, tillverkad av den italienska biltillverkaren Alfa Romeo mellan 1995 och 2005. Den täckta versionen heter Alfa Romeo GTV.

## Spider
Efter närmare trettio år i produktion, ersattes slutligen Alfas klassiska, Giulia-baserade Spider av en modern, framhjulsdriven bil i mars 1995. Den byggde på bottenplattan från Tipo 2 (Typologie 2), men vidareutvecklad med bland annat en helt ny bakhjulsupphängning med passiv medstyrning. Många andra komponenter delades med systermodellen 155. Motorerna var Alfas egna: den klassiska fyran, nu i Twinspark-utförande med dubbeltändning och fyrventilstoppar, och den hyllade V6:an. 
Alfas sportvagnar hann uppdateras två gånger under produktionstiden, först 1998 och sedan återigen 2003, med bland annat uppgraderade motorer.
Versioner:
| Modell       | Årsmodell | Motor               | Cylindervolym | Effekt | Bränslesystem      |
| ------------ | --------- | ------------------- | ------------- | ------ | ------------------ |
| 2.0 16v      | 1995-2006 | 4-cyl radmotor DOHC | 1970 cm³      | 150 hk | Bränsleinsprutning |
| 3.0 V6       | 1995-2003 | 6-cyl V-motor SOHC  | 2959 cm³      | 192 hk | Bränsleinsprutning |
| 1.8 16v      | 1998-2001 | 4-cyl radmotor DOHC | 1747 cm³      | 144 hk | Bränsleinsprutning |
| 2.0 JTS      | 2003-2006 | 4-cyl radmotor DOHC | 1970 cm³      | 165 hk | Direktinsprutning  |
| 2.0 V6 Turbo | 1999-2001 | 6-cyl V-motor DOHC  | 1996 cm³      | 201 hk | Direktinsprutning  |
| 3.0 V6 24v   | 2000–2003 | 6-cyl V-motor DOHC  | 2959 cm³      | 218 hk | Direktinsprutning  |
| 3.2 24v      | 2003-2006 | 6-cyl V-motor DOHC  | 3179 cm³      | 240 hk | Bränsleinsprutning |

## GTV
Den täckta GTV:n efterträdde sin Alfetta-baserade föregångare efter ett uppehåll på närmare ett decennium. Till skillnad från den öppna Spidern var GTV:n försedd med ett litet nödsäte baktill för mycket små passagerare. Den fanns tillgänglig med lite fler motorer, bland annat en turboladdad tvåliterssexa för den italienska hemmamarknaden.
Versioner:
| Modell  | Årsmodell | Motor               | Cylindervolym | Effekt | Bränslesystem             |
| ------- | --------- | ------------------- | ------------- | ------ | ------------------------- |
| 2.0 16v | 1995-2006 | 4-cyl radmotor DOHC | 1970 cm³      | 155 hk | Bränsleinsprutning        |
| 2.0 TB  | 1995-2001 | 6-cyl V-motor SOHC  | 1996 cm³      | 202 hk | Bränsleinsprutning, turbo |
| 3.0 V6  | 1995-1997 | 6-cyl V-motor SOHC  | 2959 cm³      | 192 hk | Bränsleinsprutning        |
| 1.8 16v | 1998-2000 | 4-cyl radmotor DOHC | 1747 cm³      | 144 hk | Bränsleinsprutning        |
| 3.0 24v | 1998-2003 | 6-cyl V-motor DOHC  | 2959 cm³      | 220 hk | Bränsleinsprutning        |
| 2.0 JTS | 2003-2006 | 4-cyl radmotor DOHC | 1970 cm³      | 165 hk | Direktinsprutning         |
| 3.2 24v | 2003-2006 | 6-cyl V-motor DOHC  | 3179 cm³      | 240 hk | Bränsleinsprutning        |

- Wikimedia Commons har media som rör Alfa Romeo Spider/GTV.